# Велоспорт на летних Олимпийских играх 1912
Соревнования по велоспорту на летних Олимпийских играх 1912 года проводились только среди мужчин. Единственным состязанием была гонка по шоссе, участие в которой засчитывалось и в личном, и в командном зачёте.

## Общий медальный зачёт
| Место | Страна         | Золото | Серебро | Бронза | Всего |
| ----- | -------------- | ------ | ------- | ------ | ----- |
| 1     | ЮАС            | 1      | 0       | 0      | 1     |
| 1     | Швеция         | 1      | 0       | 0      | 1     |
| 3     | Великобритания | 0      | 2       | 0      | 2     |
| 4     | США            | 0      | 0       | 2      | 2     |
|       |                |        |         |        |       |
| Всего | Всего          | 2      | 2       | 2      | 6     |

## Медалисты
| Дисциплина                | Золото                                                              | Серебро                                                                          | Бронза                                                           |
| ------------------------- | ------------------------------------------------------------------- | -------------------------------------------------------------------------------- | ---------------------------------------------------------------- |
| Велошоссе Групповая гонка | Рудольф Льюис ЮАС                                                   | Фредерик Грабб Великобритания                                                    | Карл Шютте США                                                   |
| Велошоссе Командная гонка | Швеция · Эрик Фриборг · Рагнар Мальм · Аксель Перссон · Альгот Лённ | Великобритания · Фредерик Грабб · Леонард Мередит · Чарльз Мосс · Уильям Хэммонд | США · Карл Шютте · Элвин Лофтес · Альберт Крашел · Уолтер Мартин |